# Microsoft Small Basic
Microsoft Small Basic è una versione del linguaggio di programmazione BASIC sviluppata da Microsoft DevLabs e pubblicata come "Technology Preview" nel 2008. È pensato per i principianti e ha una struttura molto semplificata rispetto alle altre versioni del BASIC, sia come sintassi (ha per esempio appena 14 parole chiave) che come struttura dell'ambiente di sviluppo grafico. Deriva dal QBasic, ma funziona sulla piattaforma Microsoft .NET.